# Línea 18 (Santa Fe)
La Línea 18 es una línea de transporte urbano de pasajeros de la ciudad de Santa Fe, Argentina. El servicio está actualmente operado por la empresa Recreo S.R.L..

## Recorridos

### 18
Servicio diurno y nocturno.
Recorrido: Misiones - Arenales - Florencio Fernández - Bdo. de Irigoyen - Callejón Aguirre - Bdo. de Irigoyen - Av. Gorriti - Av. Peñaloza - Diag. Goyena - Gdor. Freyre - M. Zapata - Av. Fdo. Zuviría - Iturraspe - San Jerónimo - Salta - Av. Freyre - La Rioja - Lamadrid - Sdor. Caputto - Jorge Luis Borges - Aguado - Mendoza - Padre Quiroga - Juan de Garay - Estrada - Mendoza - San Jerónimo - Salta - 9 de Julio - Av. Fdo. Zuviría - A. Delgado - San Lorenzo - Diag. Goyena - Av. Peñaloza - Av. Gorriti - Callejón Aguirre - Azopardo - Arenales - Misiones.

### Combinaciones
Con la Línea 11 al sur, en Peñaloza y French; con la Línea 11 desde el sur, en Gorriti y Peñaloza.